# Tinkisaari
Tinkisaari är en ö i Finland.   Den ligger i kommunen Muldia i den ekonomiska regionen  Keuru ekonomiska region  och landskapet Mellersta Finland, i den centrala delen av landet, 240 km norr om huvudstaden Helsingfors.